# 吳志祺
吳志祺（Wu Chih-Chi，1986年11月4日—）是臺灣乒乓球運動員，畢業於國立彰化師範大學，出生於澎湖縣。

## 主要比賽最佳成績

### 單打
- 世界錦標賽：六十四強（2005年、2009年）

### 雙打
- 世界錦標賽：三十二強（2003年、2009年、2011年）

### 混雙
- 世界錦標賽：六十四強（2003年、2009年、2013年）

### 團體
- 世界錦標賽：準決賽（2014年）